# Barong

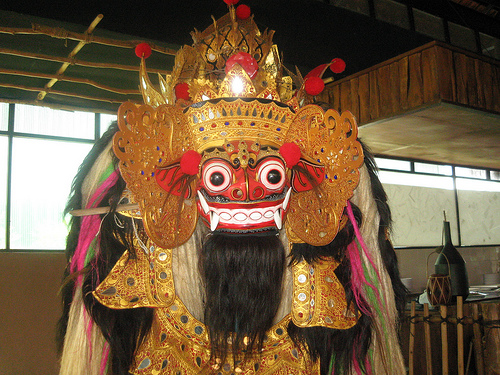
Barong

Barong – w mitologii balijskiej uosobienie dobra w wiecznej walce za złem symbolizowanym przez wiedźmę Rangdę. 
Barong jest wyobrażany jako pół-lew. Jego walka stanowi temat jednego z najbardziej znanych przedstawień balijskich – tańca Barong.